# Gilberto Alves
Gilberto Alves, Künstlername Gil (* 24. Dezember 1950 in Nova Lima) ist ein ehemaliger brasilianischer Fußballspieler. Er spielte im Angriff sowohl in seinen Clubs als auch in der brasilianischen Nationalmannschaft, der Seleção.

## Vereinskarriere
Gil spielte für zahlreiche Clubs und begann seine Karriere in seiner Geburtsstadt Villa Nova beim Villa Nova Atlético Clube im Jahre 1970. Dann spielte er für Comercial zwischen 1974 und 1977. Er spielte bei Fluminense Rio de Janeiro als der Club als Máquina Tricolor (die dreifarbige Maschine) bekannt war. Es folgten Engagements bei Botafogo FR, Corinthians, Real Murcia, Coritiba FC und Farense.

## Nationalmannschaft
Gil spielte für die brasilianische Nationalmannschaft zwischen 1976 und 1978. Er nahm an der Weltmeisterschaft 1978 teil und absolvierte dort 7 Spiele. Brasilien schaffte wegen eines dubiosen Spielausgangs zwischen Argentinien und Peru den Einzug ins Finale nicht.

## Trainerkarriere
Am 2. September 2008 wurde Gilberto Alves als Trainer von Marília AC verpflichtet.

## Erfolge
Villa Nova
- Campeonato Brasileiro de Futebol – Série B: 1971

Fluminense
- Taça Guanabara: 1975, 1976
- Staatsmeisterschaft von Rio de Janeiro: 1975, 1976
- Tournoi Int'l de Paris: 1976
- Coupe Rio Branco: 1976
- Roca Cup: 1976
- Trofeo Teresa Herrera: 1977

Nationalmannschaft
- Fußball-Weltmeisterschaft Dritter: 1978

## Auszeichnungen
- Bola de Prata: 1975